# نوكيا 5320
نوكيا 5320 (بالإنجليزية: Nokia 5320 XpressMusic)‏ هو هاتف محمول من نوكيا يعمل بنظام سيمبيان، تم طرحه في الأسواق في 2008.

## الخصائص
- نظام التشغيل: سيمبيان
- الكاميرا الأمامية: 2 ميجابكسل
- الشاشة: 240×320
- الوزن: 90 غرام